# Lyonia urbaniana
Lyonia urbaniana är en ljungväxtart som först beskrevs av Herman Otto Sleumer, och fick sitt nu gällande namn av Jimenez. Lyonia urbaniana ingår i släktet Lyonia och familjen ljungväxter. Inga underarter finns listade i Catalogue of Life.